# 興隆窪文化
興隆窪文化（こうりゅうわぶんか）は、中国内モンゴル自治区から遼寧省にかけて紀元前6200年頃-紀元前5400年頃に存在した新石器時代。紅山文化に先行する遼河流域の文明（遼河文明）のひとつとされる。

## 特徴
興隆窪文化は、ヒスイなどの玉製品（玦 : けつ）の出土する文化としては中国最古のものであり、なおかつ龍の出現する文化としても中国最古のものである。
興隆窪文化の遺跡からは櫛目文を施した平底円筒土器やけつ状耳飾りが出土する。黄河文明のほかに、先史中国の新石器文化が南の長江流域および北の遼河から発見されているが、興隆窪文化は遼河文明の一つとして重要である。
興隆窪文化の遺跡においては、集落が計画的に築かれた痕跡も見られる。住居が列をなしている状態が3つの遺跡から発見された。またいくつかの遺跡ではひときわ大きな建物が発見されたほか、堀に囲まれた環濠集落も見つかっている。
興隆窪文化の標式遺跡である興隆窪遺跡は、内モンゴル自治区赤峰市の敖漢旗（ごうかんき、アオハンき）の丘の南西麓にある。この遺跡は南東1.3kmの位置にある興隆窪集落から名付けられた。遺跡からは竪穴建物が120軒発見され、各建物の中央にはかまどがあった。興隆窪遺跡の中央には大きな建物があったほか、中国でも初期の環濠（堀）も発見されており、環濠の中は2万平方mもある大集落であった。埋葬の風習も独特のものであり、いくつかの遺骨は住居の下に埋葬されていた。興隆窪文化の他の遺跡同様、興隆窪遺跡の墳墓などからもヒスイでできた玉が発見され、ある墳墓からは玉製品のほかにブタのつがいとともに葬られた遺骨もあった。
近年発見された興隆溝遺跡（Xinglonggou）では炭化した粟が発見されており、興隆窪文化における農業の存在の証拠となっている。

## 周辺地域への影響
興隆窪文化の円筒土器に類似する平底円筒型土器が朝鮮半島北部からアムール川流域、ロシア沿海地方にかけての広範囲で紀元前6千年紀頃から紀元前2千年紀ごろまでの間に発見されているほか、同様の土器が縄文時代の日本の東北地方・北海道からも発見されている。三内丸山遺跡から出土している円筒土器やけつ状耳飾りなどは興隆窪文化と類似する。

### その他の中国の新石器文化
- 黄河文明
- 長江文明
- 裴李崗文化
- 北辛文化
- 馬家浜文化
- 馬家窯文化

### 文明の担い手であると考えられる民族
- フィン・ウゴル系民族